# Czerwony Kapturek 2. Pogromca zła
Czerwony Kapturek 2. Pogromca zła (Hoodwinked Too! Hood vs. Evil) – amerykański film animowany z 2011 roku. Kontynuacja filmu Czerwony Kapturek – prawdziwa historia. W Polsce film miał pojawić się w kinach 5 sierpnia 2011 roku. Powstał polski zwiastun, tytuł, plakaty i dubbing, jednak dystrybutor się wycofał. Dystrybutorem miał być Forum Film. Z tego względu, że polski dystrybutor się wycofał, dystrybutorem na terenie Polski został Canal+ i to on przejął prawo do emitowania obrazu.

## Fabuła
Czerwony Kapturek tym razem przejdzie szkolenie w stowarzyszeniu Sióstr Kapturków, z którym będzie współpracował Wilk. Organizacja będzie badać tajemnicze zniknięcie Jasia i Małgosi oraz Pana Aligatora.

## Obsada
- Hayden Panettiere – Czerwony Kapturek
- Glenn Close – Babcia
- Amy Poehler – Małgosia
- Bill Hader – Jaś
- Patrick Warburton – Wilk
- Joan Cusack – Wiedźma
- Brad Garrett – Olbrzym
- Andy Dick – Boingo
- Martin Short – Leśnik
- Wayne Newton – Jimmy Dziesięć Smyczków